# We Got Love
We Got Love é uma canção da cantora australiana Jessica Mauboy. Esta canção representará a Austrália no Festival Eurovisão da Canção 2018.

## Lista de posições
| Lista (2018)     | Melhor posição |
| ---------------- | -------------- |
| Austrália (ARIA) | 47             |

## Lançamento
| País  | Data               | Formato          | Editora    |
| ----- | ------------------ | ---------------- | ---------- |
| Mundo | 9 de março de 2018 | Descarga digital | Sony Music |